# Artena ochrobrunnea
Artena ochrobrunnea är en fjärilsart som beskrevs av Embrik Strand 1914. Artena ochrobrunnea ingår i släktet Artena och familjen nattflyn. Inga underarter finns listade i Catalogue of Life.